# Serra do Pico
A Serra do Pico é um acidente geográfico localizado no município brasileiro de Janduís, no estado do Rio Grande do Norte. Passagem obrigatória entre Natal e Pau dos Ferros, sua imagem é bastante difundida no município e região, sendo um de seus maiores símbolos e bastante visitado por turistas e moradores de Janduís e todo estado.
Uma boa estação para visitar essa beleza natural é o inverno e a primavera do oeste potiguar.
Observações por satélite mostram uma aparente meia circunferência de aproximadamente 10 quilômetros de diâmetro ao norte da serra.